# Ratatouille (film)
Ratatouille è un film d'animazione del 2007 scritto e diretto da Brad Bird e Jan Pinkava (quest'ultimo in veste di co-regista), prodotto da Pixar Animation Studios e distribuito da Buena Vista International (The Walt Disney Company).
Co-diretto da Jan Pinkava (autore del soggetto originale), è l'8º lungometraggio realizzato in CGI dalla Pixar e, come si evince anche dai titoli di coda, è stato dedicato all'animatore canadese Dan Lee, il creatore del personaggio principale di Alla ricerca di Nemo.
Uscito negli Stati Uniti il 29 giugno 2007, il film è diventato un successo di critica e commerciale. Ha incassato 623,7 milioni di dollari, diventando il sesto film di maggior incasso del 2007 e il secondo film d'animazione di maggior incasso dell'anno (dietro Shrek terzo), e ha ricevuto ampi consensi dalla critica per la sceneggiatura, l'animazione, l'umorismo, il doppiaggio e la colonna sonora.
Ha vinto l'Oscar al miglior film d'animazione (su 5 candidature) ai premi Oscar 2008, il Golden Globe e il BAFTA nella stessa categoria. Per Bird si tratta del secondo Oscar dopo Gli Incredibili - Una "normale" famiglia di supereroi del 2004. Ratatouille è stato votato come uno dei 100 più grandi film del XXI secolo secondo un sondaggio del 2016 condotto dalla BBC.

## Trama
Francia, 1967. Rémy è un piccolo ratto con la passione per la cucina e il sogno di diventare un cuoco. Vive poco lontano da Parigi, nella soffitta di una casa di campagna abitata da un'anziana signora, e ha un fratello di nome Émile e un padre di nome Django, che è il capo della grande colonia di ratti che abita la casa. Deluso dal fatto che l'unico modo che hanno per mangiare è rubare spazzatura ed affascinato dai cibi umani, Rémy desidera rubare qualcosa di più gustoso e saporito, ma il padre lo redarguisce continuamente, dicendogli di accontentarsi di quello che ha e intimandogli di stare lontano dagli esseri umani per via della loro opinione molto negativa nei confronti dei ratti. L'idolo di Rémy è il famoso chef francese Auguste Gusteau, il cui motto era Chiunque può cucinare, titolo del suo libro che ha ispirato il topo. Dopo una recensione molto negativa da parte del severo critico gastronomico Anton Ego, però, il ristorante di Gusteau aveva perso una delle sue cinque stelle; poco tempo dopo quest'ultimo, caduto in depressione, era morto, e per questo motivo, secondo la tradizione, al ristorante era stata sottratta un'altra stella.
Un giorno, la colonia di cui Rémy fa parte viene scoperta dalla vecchia signora, la quale inizia a sparare con il fucile ai topi, costringendoli a fuggire lungo un affluente artificiale della Senna. Nella confusione della fuga, il protagonista rimane indietro per tentare di salvare il libro di Gusteau e si perde nelle fogne. Ritrovatosi solo, bagnato e affamato, nella sua immaginazione appare il fantasma del cuoco, che gli consiglia di risalire le tubature verso l'alto in cerca di cibo. Il topo fa come gli viene detto e giunge in un appartamento in cui si sta tenendo un rinfresco, dove trova del pane e sta per mangiarlo quando gli compare di nuovo il fantasma dello chef, il quale prima lo sgrida dicendogli di non rubare cibo ma di cucinarlo, essendo un cuoco e non un ladro, poi lo conduce sui tetti di Parigi fino al suo ristorante, gestito da quello che era il vice di Gusteau, un dispotico affarista di nome Skinner.
Mentre Rémy osserva i cuochi al lavoro, arriva Alfredo Linguini, un giovane di origini italiane, figlio di una vecchia fidanzata di Gusteau, che viene assunto come sguattero. Mentre pulisce il pavimento, il ragazzo rovescia maldestramente una pentola di zuppa e tenta di rimediare riempiendola d'acqua e versando all'interno spezie e verdure a caso, ottenendo un intruglio orribile. In quel momento Rémy cade dalla finestra sul tetto, finendo nella cucina; cercando di scappare di nascosto, passa accanto alla pentola della zuppa e, sentendone l'odore ripugnante, non resiste alla tentazione di modificarla. Linguini scopre il topo e lo imprigiona sotto uno scolapasta: un attimo dopo Skinner lo vede con il mestolo in mano e intende licenziarlo accusandolo di aver cercato di cucinare, cosa inammissibile per uno sguattero. Nel frattempo la zuppa è stata servita in sala a Solene LeClaire, una famosa critica gastronomica, che ne rimane piacevolmente sorpresa e scrive una recensione positiva sul locale. I cuochi si schierano dalla parte di Linguini, credendo che sia stato lui a cucinare la zuppa, quindi Skinner gli ordina di tornare il giorno dopo per prepararla di nuovo, stavolta sotto la sua supervisione.
Rémy però viene scoperto e catturato. L'esecuzione è affidata a Linguini, che porta il topo sulla Senna per annegarlo; appena prima di gettarlo in acqua, il ragazzo si accorge che il roditore è in grado di capire le sue parole, quindi i due decidono di collaborare per ricreare il piatto, dal momento che Linguini da solo non ne sarebbe assolutamente capace, mentre Rémy sostiene di ricordare gli ingredienti che ha usato. Inizialmente i due sono in difficoltà, poiché lo stesso Rémy non riesce a trovare il modo di dare le indicazioni a Linguini senza essere visto, ma in seguito scoprono che il ragazzo muove gli arti in modo sincrono come reazione involontaria quando il topo gli tira certi ciuffi di capelli, come una marionetta. Il piatto viene preparato, risultando uguale all'originale. Skinner, colpito e innervosito, affida l'incarico di seguire Linguini in cucina alla cuoca Colette Tatou. Rémy intanto incontra nuovamente suo fratello, suo padre e la sua colonia, che nel frattempo si sono trovati un nuovo rifugio nelle fogne.
Skinner tuttavia è invidioso e, oltretutto, ha l'impressione di aver visto più volte Linguini insieme a un topo, pur non essendo mai riuscito ad accertarsene. Durante una serata in cui i clienti del ristorante dicono di voler provare qualcosa di nuovo che sia preparato proprio da Linguini, Skinner prova a far fare brutta figura al ragazzo incaricandolo di preparare le animelle di vitello alla Gusteau, l'unico piatto del famoso cuoco che non aveva mai avuto successo e anzi è decisamente disgustoso. La pietanza però viene modificata da Rémy con una nuova salsa all'ultimo momento, sorprendendo Skinner e facendo infuriare Colette (anche nel momento in cui Linguini non stava seguendo la ricetta) e riscuote un notevole successo: lo chef, incredulo, inizia a sospettare qualcosa.
Un giorno Skinner legge per la prima volta la lettera di raccomandazione della madre di Linguini e scopre che in essa è scritto che quest'ultimo è figlio proprio di Gusteau. Inorridito, il capocuoco capisce che lo sguattero, secondo quanto riportato nel testamento del defunto chef, dovrebbe diventare il legittimo padrone del ristorante e cerca di correre ai ripari contattando il suo avvocato, il quale gli suggerisce di tenere Linguini all'oscuro di tutto; Rémy tuttavia se ne accorge e gli porta via la lettera e il testamento. Il giovane riesce così a prendere legittimamente possesso del locale del padre e ad assumere la carica di chef, licenziando Skinner.
La delizia dei piatti preparati con l'abilità di Rémy e la prestanza del nuovo capo del ristorante fanno riacquistare una stella al locale. Anton Ego, perplesso ed innervosito dal rinnovato successo del ristorante nonostante lui lo avesse stroncato anni prima, decide di testarlo. Con la sua fama e ricchezza, Linguini comincia però a trascurare Rémy e a non riconoscergli i suoi meriti, incrinando così la loro amicizia. A un certo punto i due litigano e vengono visti da Skinner, che ottiene la conferma dei suoi sospetti. Per ripicca, Rémy manda tutta la colonia nella dispensa del ristorante a procurarsi del cibo: Linguini, che era tornato per fare pace con il topo, li scopre e, arrabbiato, lo caccia via.
Il giorno dell'arrivo di Ego, Rémy, mentre si allontana dalla cucina, viene catturato da Skinner, il quale lo rinchiude nel bagagliaio dell'auto e lo minaccia dicendogli che non lo ucciderà se lo aiuterà a produrre una linea di prodotti surgelati con il nome di Gusteau. Il topo inizialmente si arrende, ma poi riflette e capisce che non è ancora finita; in quell'istante suo padre e suo fratello, lanciando delle statue di pietra sull'auto di Skinner, lo liberano, quindi lui torna al ristorante. Linguini, che non sta assolutamente riuscendo a cucinare i piatti, vedendo Rémy si riconcilia con lui e confessa a tutti che l'artefice di quei piatti non era lui ma un topo: tutti i collaboratori se ne vanno inorriditi, Colette compresa. In aiuto di Rémy sopraggiunge suo padre Django, rimasto colpito dal coraggio del figlio e di Linguini, che porta con sé tutti i topi della colonia: il protagonista li suddivide in gruppi, ognuno dei quali si lava bene e viene incaricato di svolgere una determinata attività di cucina, mentre Linguini si occupa di servire ai tavoli. Colette, vedendo in una libreria il libro di Gusteau e ricordandosi come egli sostenesse che chiunque possa cucinare, cambia idea e decide di ritornare al ristorante per aiutare Rémy e gli altri topi. Quest'ultimo decide di far assaporare a Ego una rielaborazione della ratatouille, piatto originariamente povero, che il critico apprezza notevolmente in quanto gli fa tornare in mente quando da bambino cadde dalla bicicletta e, tornato a casa, mangiò la ratatouille preparata dalla madre e riacquistò il buonumore.
Il critico, deliziato dalla cena, desidera fortemente parlare con lo chef. A quel punto Linguini e Colette decidono di dirgli la verità, presentando il topo chef all'uomo dopo avergli fatto attendere che il locale si svuotasse. Ego inizialmente pensa a uno scherzo, tuttavia in seguito viene convinto e, colpito, ringrazia per la cena e se ne va senza fare alcun commento; il giorno dopo, sui giornali esce una sua recensione lusinghiera sul locale, che riconquista le cinque stelle, in cui definisce Rémy "il miglior chef di tutta la Francia".
Skinner, per vendicarsi, aveva denunciato alle autorità sanitarie la presenza di topi in cucina, ma lui e l'ispettore sanitario venuto a controllare erano stati legati, imbavagliati e rinchiusi nella cella frigorifera del ristorante dai ratti. In seguito, dopo la recensione positiva di Ego, consapevoli di non poterli sequestrare per sempre, Linguini, Colette, Rémy e il resto dei topi li liberano. I due fanno comunque in modo che il ristorante venga chiuso; tuttavia, in questo modo, Skinner stesso diviene definitivamente disoccupato ed Ego, avendo perso credibilità come critico, decide di lasciare tale professione. Rémy, Linguini e Colette non si perdono d'animo e decidono di aprire un loro locale, chiamato La Ratatouille, un piccolo ma molto frequentato bistrot, dove la gente mangia in sala mentre la colonia dei topi vive nella soffitta e mangia in un piccolo ristorante realizzato apposta per loro. Ego smette di lavorare come critico e diventa un finanziatore e assiduo frequentatore del locale, dove il topo ha finalmente realizzato il suo sogno di essere uno chef.

## Personaggi
- Rémy: è un giovane ratto grigio simpatico, intelligente e curioso; al contrario dei suoi simili possiede un gusto e un olfatto molto raffinati, che lo portano a rifiutarsi di mangiare spazzatura, a voler sperimentare sempre nuovi sapori, a camminare su due zampe senza poggiare a terra quelle che usa per mangiare e ad amare il cibo umano e la cucina. Il suo idolo è Auguste Gusteau, dal quale ha appreso l'importanza di inseguire i propri sogni e non farsi fermare dai pregiudizi altrui. È costantemente sgridato dal padre, che non apprezza le sue qualità ma gli vuole molto bene, tanto che infine lo accetta a prescindere dalle sue idee. Sa leggere e capire la lingua umana, ma non sa scriverla e parlarla; per questo motivo Linguini, non potendo sapere come si chiama, lo soprannomina "piccolo chef".
- Alfredo Linguini: è un ragazzo di origini italiane insicuro e ingenuo ma anche onesto e gentile, che tratta Rémy come il suo migliore amico. Inizialmente solitario, squattrinato e senza aspettative particolari, non sa assolutamente cucinare, si reca al ristorante di Gusteau per cercare un qualsiasi lavoro e viene assunto come sguattero, per poi diventare cuoco grazie a Rémy. Chiamato abitualmente solo con il cognome, Linguini è figlio di Gusteau: sua madre, Renata Linguini, una storica fidanzata del grande chef, dopo che ne era rimasta incinta, se ne separò senza comunicargli la futura paternità e poi crebbe il figlio da sola dandogli il suo cognome e non rivelandogli l'identità del padre. Alla fine si fidanza con Colette e diventa cameriere del locale La Ratatouille.
- Colette Tatou: è una ragazza all'apparenza rude e severa ma che nasconde un lato gentile e sentimentale, che emerge soprattutto in presenza di Linguini. Viene scelta da Skinner per aiutare quest'ultimo a migliorare nella cucina, mentre Rémy lo aiuta in segreto. È l'unica donna cuoca del ristorante di Gusteau, lavoro di cui va molto orgogliosa avendo dovuto lottare parecchio per ottenerlo, in quanto secondo lei il mondo dell'alta cucina è molto maschilista. Ha una forte fiducia nelle parole di Gusteau e conosce pressoché a memoria tutte le sue ricette. Si innamora di Linguini, lo aiuta con il ristorante quando lui scopre la sua origine e, dopo aver scoperto la bravura di Rémy, diventa amica anche del topo.
- Skinner: inizialmente era il vice di Gusteau e, dopo la morte del capo, venne designato come nuovo chef del ristorante; tuttavia, perché Skinner ottenesse ufficialmente tale carica, sarebbero dovuti trascorrere due anni dalla scomparsa di Gusteau senza che nessun erede si interessasse al locale. È un uomo basso e quasi calvo, dal carattere irascibile e scontroso, che odia qualsiasi genere di animale e non ha scrupoli, in quanto desidera solo comandare il ristorante di Gusteau e creare una linea di prodotti industriali surgelati con il nome di quest'ultimo; oltretutto nel corso del film non lo si vede mai ai fornelli, quindi non si conosce la sua abilità come cuoco. Alla fine fa chiudere il locale ormai di Linguini, anche se facendo ciò rimane lui stesso disoccupato.
- Anton Ego: è un giornalista e critico gastronomico dal carattere serio, imperioso, solitario e distinto. Tutti lo temono, in particolare i ristoratori e il suo domestico Ambrister Minion. Molto severo e spietato nelle recensioni, è specialista nel valutare i ristoranti di alto livello e ne determina con il suo giudizio il successo o la rovina. Inizialmente è convinto che nessun piatto sia impeccabile, si rifiuta di mangiare qualsiasi piatto in cui noti anche solo una minima imperfezione (è infatti molto magro nonostante il suo lavoro) e odia il modo di pensare di Gusteau. In realtà non è malvagio caratterialmente: dopo aver assaggiato la cucina di Rémy e dopo averlo conosciuto, cambia totalmente le sue opinioni sulla cucina, comprendendo il messaggio che Gusteau intendeva trasmettere, e ritrova il suo buon cuore, stimando il piccolo chef. A seguito della chiusura del ristorante del cuoco da parte dell'ufficio di igiene, decide di ritirarsi dall'attività giornalistica avendo perso credibilità, diventa un assiduo cliente del nuovo bistrot di Rémy ed entra in affari con lui.
- Émile: è il fratello di Rémy. È un topo marrone grasso, sporco e ingenuo che si stupisce per ogni piccola cosa, mangia tutto ciò che trova ed è fissato con le regole del buon ratto, ma allo stesso tempo ammira molto Rémy. Alla fine, dopo aver cucinato con il fratello, abita e mangia nella saletta riservata ai topi nella soffitta del nuovo bistrot di Rémy, insieme a tutta la colonia di ratti.
- Django: è il padre di Rémy ed Émile e il capo della loro colonia di ratti. È un grosso topo grigio, burbero e scorbutico ma di buon cuore; sebbene sia spesso severo e critico con Rémy, gli vuole molto bene. Inizialmente è convinto che tutti gli umani odino i topi, motivo per cui li detesta profondamente; quando capisce che Linguini è buono e non intende fare del male a nessuno di loro, è il primo a scusarsi con il figlio e lo aiuta a risolvere la situazione.
- Auguste Gusteau: è stato il miglior cuoco del mondo ed è la principale fonte di ispirazione di Rémy, che lo seguiva dalla televisione. Nella trasmissione in cui veniva mostrato, consigliava continuamente al pubblico di non arrendersi mai e di provare sempre a raggiungere i propri sogni. Il suo motto, nonché il titolo del suo libro, era Chiunque può cucinare, che esprimeva perfettamente la sua filosofia di vita e professionale, anche se sosteneva che, alla fine, solo chi dimostrava coraggio potesse davvero diventare un grande cuoco. Morì dopo la feroce critica di Ego sul suo ristorante, che lo fece cadere in depressione, prima dell'inizio del film, nel quale compare spesso al fianco di Rémy come frutto della sua immaginazione, in forma di fantasma, e gli dà utili consigli.

## Produzione

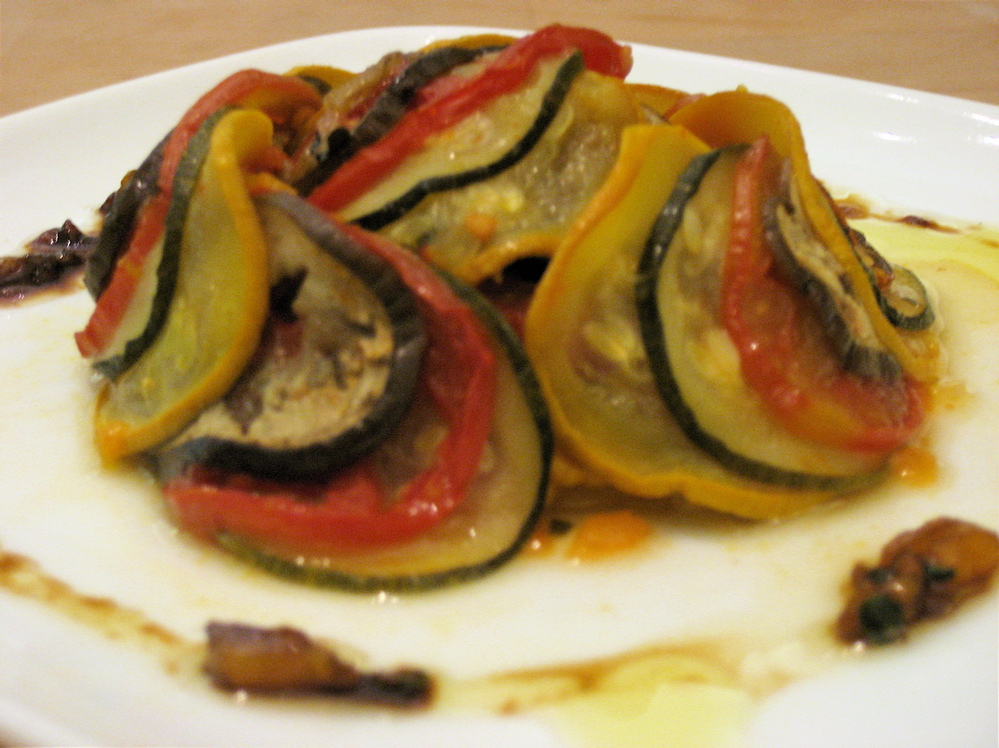
Versione della ratatouille utilizzata nel film

Jan Pinkava fu il primo regista incaricato sin dal 2001 di dirigere il film che ne creò lo stile originale, i personaggi e la sceneggiatura di base. Avendo perso fiducia nello sviluppo della storia di Pinkava, la direzione della Pixar lo sostituì con Bird nel 2005. Bird riscrisse la storia con un netto cambio di enfasi, mettendo in secondo piano Gusteau e dando ruoli maggiori a Skinner e Colette, cambiando inoltre l'aspetto dei ratti in modo da essere meno antropomorfi.
Per migliorare la loro conoscenza della cucina durante la produzione di Ratatouille, il regista Brad Bird e il produttore Brad Lewis hanno passato molte ore a frequentare corsi di cucina nel ristorante French Laundry di Thomas Keller, colui che ha inventato la ricetta della ratatouille presentata nel film. Gli animatori del film hanno realizzato al computer circa 270 piatti diversi, ciascuno dei quali è stato realmente preparato in una vera cucina.
A Parigi, i programmatori hanno scattato più di 4500 fotografie da utilizzare come riferimento per ricreare tutte le ambientazioni.

## Colonna sonora
Il 26 giugno 2007 (il 12 ottobre in Italia) è stata pubblicata la colonna sonora del film intitolata  Ratatouille, composta da Michael Giacchino e prodotta dalla Walt Disney.
Ai Premi Oscar 2008 è stata candidata per il premio di migliore colonna sonora.

### Tracce
1. Le Festin – 2:50
2. Welcome to Gusteau's – 0:38
3. This Is Me – 1:41
4. Granny Get Your Gun – 2:01
5. 100 Rat Dash – 1:47
6. Wall Rat – 2:41
7. Cast of Cooks – 1:41
8. A Real Gourmet Kitchen – 4:18
9. Souped Up – 0:50
10. Is It Soup Yet? – 1:16
11. A New Deal – 1:56
12. Remy Drives a Linguini – 2:26
13. Colette Shows Him le Ropes – 2:56
14. Special Order – 1:58
15. Kiss & Vinegar – 1:54
16. Losing Control – 2:04
17. Heist to See You – 1:45
18. The Paper Chase – 1:44
19. Remy's Revenge – 3:24
20. Abandoning Ship – 2:55
21. Dinner Rush – 5:00
22. Anyone Can Cook – 3:13
23. End Creditouilles – 9:16
24. Ratatouille Main Theme – 2:09

Durata totale: 62:23

## Distribuzione
Il film è uscito nelle sale statunitensi il 29 giugno 2007 e nelle sale italiane il 17 ottobre 2007.

### Edizioni home video
Negli Stati Uniti d'America il film d'animazione è stato messo in commercio in DVD il 6 novembre 2007. Lo stesso giorno è stata resa disponibile anche la versione del film ad alta definizione Blu-ray Disc. Nel mercato italiano il film è stato messo in vendita con gli stessi formati il 13 febbraio 2008.

### Edizione italiana
L'edizione italiana del film è stata diretta da Massimiliano Alto, mentre i dialoghi sono di Carlo Valli (che si occupò anche della selezione delle voci italiane, prima di abbandonare la direzione per impegni artistici); il doppiaggio italiano venne eseguito dalla Cast Doppiaggio S.r.l. e la sonorizzazione è stata affidata alla SEFIT - CDC di Via dei Villini.
Inizialmente Asia Argento fu scelta come voce italiana del personaggio di Colette e Renato Mori per quella di Gusteau, ruoli che poi andarono rispettivamente a Domitilla D'Amico e Alessandro Rossi.
Cameo vocale d'eccezione è quello di Gualtiero Marchesi, nel ruolo dell'ispettore sanitario.

## Accoglienza

### Incassi
Il film ha incassato 623729107 $ nel mondo, di cui 206445654 $ in Nord America. La pellicola della Pixar ha battuto e superato negli incassi internazionali 300 di Zack Snyder e il film d'animazione dei Simpson, e nei primi tre giorni di programmazione nelle sale americane ha incassato 47027395 $.
In Italia nella prima settimana di programmazione incassò circa 5095865 €, rimanendo in vetta al box office anche nella seconda (9760686 €) e nella terza settimana (14082082 €). Nella quarta settimana incassò 15646868 €, scendendo al terzo posto. L'Incasso totale di Ratatouille è di circa 17448893 €.
Ratatouille è classificato al sesto posto nella classifica dei film più visti nel 2007.

### Critica
Il film ha ricevuto ampi consensi dalla critica per la sceneggiatura, l'animazione, le interpretazioni vocali e la colonna sonora. Ratatouille è stato votato nel 2016 fra i 100 migliori film del XXI secolo tramite un sondaggio della BBC. La rivista Empire ha collocato Rémy al 41º posto della sua lista dei 50 migliori personaggi dei cartoni animati della storia.
Sull'aggregatore di recensioni Rotten Tomatoes ha un indice di gradimento del 96% basato su 253 recensioni, con un voto medio di 8,5 su 10. Il consenso del sito cita: «Dal ritmo incalzante e straordinariamente animato, Ratatouille aggiunge al canone della Pixar un'altra entrata piacevolmente divertente - e un eroe piuttosto improbabile». Su Metacritic ottiene un punteggio di 96 su 100 basato su 37 recensioni, il più alto di qualsiasi film Pixar (insieme a Toy Story - Il mondo dei giocattoli, che ha ottenuto lo stesso punteggio). e il settantaduesimo film con la valutazione più alta sul sito.
A. O. Scott del New York Times ha definito Ratatouille «un'opera d'arte popolare quasi impeccabile, nonché uno dei ritratti più convincenti di un artista mai impegnato nel cinema»; facendo eco al personaggio di Anton Ego nel film, ha concluso la sua recensione con un semplice «grazie» ai creatori del film. Andrea Gronvall del Chicago Reader ha dato al film una recensione positiva, scrivendo che «la seconda collaborazione di Brad Bird con la Pixar è più ambiziosa e meditativa del suo premio Oscar Gli Incredibili». Justin Chang di Variety ha commentato positivamente il film: «I maestri chef della Pixar hanno mescolato tutti gli ingredienti giusti - abbondante arguzia verbale e visiva, geniale tempismo slapstick, una zuppa di raffinatezza gallica - per produrre una miscela calda e irresistibile». Michael Phillips del Chicago Tribune ha assegnato al film quattro stelle su quattro: «Il film può essere animato e in gran parte occupato dai topi, ma il suo battito è gratificantemente umano. E non hai mai visto un film animato al computer con questo tipo di eleganza visiva e dettagli». Rene Rodriguez del Miami Herald ha assegnato al film tre stelle su quattro, affermando che «Ratatouille è l'immagine più semplice e stereotipata mai realizzata dai Pixar Animation Studios, ma è anche tra le più incantevoli e toccanti». Peter Hartlaub del San Francisco Chronicle ha dato al film quattro stelle su quattro, scrivendo che «Ratatouille non è mai travolgente, anche se è pieno di azione, romanticismo, contenuti storici, drammi familiari e affermazioni serie sulla creazione di arte». Roger Ebert del Chicago Sun-Times ha assegnato al film quattro stelle su quattro, lodandolo fortemente: «Molti film d'animazione hanno ispirato i sequel, ma Ratatouille di Brad Bird è il primo che me ne ha fatto veramente desiderare uno». Joe Morgenstern del Wall Street Journal ha dato al film una recensione positiva: «I personaggi sono irresistibili, l'animazione è sorprendente e il film, una versione fantasy di una rapsodia gastronomica, sostiene un livello di gioiosa invenzione che non è stato visto in intrattenimento per la famiglia dai tempi de Gli Incredibili». Miriam Di Nunzio del Chicago Sun-Times ha dato al film tre stelle e mezzo su quattro, così motivando: «Ratatouille ti farà chiedere perché l'animazione debba nascondersi dietro il mantello di "è per i bambini, ma piacerà anche agli adulti". Questo è per mamma e papà, e sì, piacerà anche ai bambini».

## Riconoscimenti
- 2008 - Premio Oscar
  - Miglior film d'animazione a Brad Bird
  - Candidatura per la migliore sceneggiatura originale a Brad Bird, Jan Pinkava e Jim Capobianco
  - Candidatura per il miglior sonoro a Randy Thom e Michael Silvers
  - Candidatura per il miglior montaggio sonoro a Randy Thom, Michael Semanick e Doc Kane
  - Candidatura per la miglior colonna sonora a Michael Giacchino
- 2008 - Golden Globe
  - Miglior film d'animazione
- 2008 - Premio BAFTA
  - Miglior film d'animazione a Brad Bird
- 2007 - Boston Society of Film Critics Award
  - Migliore sceneggiatura a Brad Bird
- 2007 - Chicago Film Critics Association Award
  - Miglior film d'animazione
  - Candidatura per la migliore sceneggiatura originale a Brad Bird
- 2008 - Empire Award
  - Candidatura per il miglior film
  - Candidatura per il miglior commedia
- 2008 - Kansas City Film Critics Circle Award
  - Miglior film d'animazione
- 2007 - Los Angeles Film Critics Association Award
  - Miglior film d'animazione a Brad Bird e Jan Pinkava
- 2007 - National Board of Review Award
  - Miglior film d'animazione
- 2007 - Satellite Award
  - Miglior film d'animazione o a tecnica mista
  - Candidatura per la miglior colonna sonora a Michael Giacchino
- 2008 - Saturn Award
  - Miglior film d'animazione
  - Migliore sceneggiatura a Brad Bird
- 2007 - Critics' Choice Movie Award
  - Miglior film d'animazione
- 2008 - Grammy Award
  - Miglior colonna sonora a Michael Giacchino
- 2008 - Nastro d'argento
  - Candidatura per il miglior film extra-europeo a Brad Bird
- 2007 - Las Vegas Film Critics Society Award
  - Miglior film d'animazione
  - Miglior film per la famiglia
- 2007 - Phoenix Film Critics Society Award
  - Miglior film d'animazione
- 2007 - San Diego Film Critics Society Award
  - Miglior film d'animazione
- 2007 - Visual Effects Society
  - Migliori effetti animati a Michael Fong, Apurva Shah, Christine Waggoner e Michael Fu
  - Miglior personaggio animato (Colette) a Janeane Garofalo, Jaime Landes Roe, Sonoko Konishi e Paul Aichele
  - Migliori effetti (per il cibo) a Jon Reisch, Jason Johnston, Eric Froemling e Tolga Goktekin
  - Candidatura per i migliori effetti (per le rapide) a Darwyn Peachey, Chen Shen, Eric Froemling e Tolga Goktekin
- 2008 - AFI Award
  - Film dell'anno a Brad Lewis
- 2008 - ASCAP Award
  - Top Box Office Films a Michael Giacchino
- 2008 - Eddie Award
  - Candidatura per il miglior montaggio in un film commedia o musicale a Darren Holmes
- 2008 - Annie Award
  - Miglior film d'animazione
  - Miglior regia a Brad Bird
  - Miglior doppiaggio a Ian Holm
  - Miglior sceneggiatura a Brad Bird
  - Miglior animazione dei personaggi a Michal Makarewicz
  - Miglior character design a Carter Goodrich
  - Miglior colonna sonora a Michael Giacchino
  - Miglior scenografia a Harley Jessup
  - Miglior storyboarding a Ted Mathot
  - Candidatura per il miglior doppiaggio a Patton Oswalt
  - Candidatura per il miglior doppiaggio a Janeane Garofalo
  - Candidatura per i migliori effetti animati a Gary Bruins e Jon Reisch
- 2008 - Central Ohio Film Critics Association Award
  - Miglior film d'animazione
- 2007 - Dallas-Fort Worth Film Critics Association Award
  - Miglior film d'animazione
- 2008 - Golden Trailer Award
  - Candidatura per il miglior film d'animazione/spot TV
- 2007 - Hollywood Film Award
  - Miglior film d'animazione
- 2008 - Kids' Choice Awards
  - Miglior film d'animazione
- 2008 - Golden Reel Award
  - Miglior montaggio sonoro
- 2008 - People's Choice Award
  - Candidatura per il miglior film per la famiglia
- 2007 - Southeastern Film Critics Association Award
  - Miglior film d'animazione
- 2008 - Young Artist Award
  - Miglior film d'animazione per la famiglia
- 2008 - Art Directors Guild
  - Candidatura per la miglior scenografia a Harley Jessup
- 2007 - Austin Film Critics Association
  - Miglior film d'animazione
- 2007 - Awards Circuit Community Award
  - Miglior film d'animazione
  - Candidatura per la miglior sceneggiatura originale a Brad Bird, Jan Pinkava e Jim Capobianco
  - Candidatura per la miglior colonna sonora originale a Michael Giacchino
- 2008 - Christopher Award
  - Miglior film a Brad Bird, Jan Pinkava, Brad Lewis, John Lasseter e Andrew Stanton
- 2008 - Cinema Writers Circle Award
  - Candidatura per il miglior film straniero
- 2007 - Florida Film Critics Circle Award
  - Miglior film d'animazione
- 2007 - Houston Film Critics Society Award
  - Miglior film d'animazione
- 2008 - International Cinephile Society Award
  - Candidatura per il miglior film d'animazione
- 2009 - International Online Film Critics' Poll
  - Migliori dieci film
  - Candidatura per la miglior sceneggiatura originale a Brad Bird
  - Candidatura per la miglior colonna sonora originale a Michael Giacchino
- 2008 - Iowa Film Critics Award
  - Miglior film d'animazione
- 2008 - Italian Online Movie Award
  - Miglior film d'animazione a Brad Bird e Jan Pinkava
  - Candidatura per la miglior sceneggiatura originale a Brad Bird
- 2008 - Jupiter Award
  - Miglior film internazionale
- 2008 - MTV Movie Awards, Russia
  - Miglior film d'animazione
- 2007 - North Texas Film Critics Association Award
  - Miglior film d'animazione a Brad Bird
- 2007 - Oklahoma Film Critics Circle Award
  - Miglior film d'animazione
- 2008 - Online Film & Television Association Award
  - Miglior film d'animazione a Brad Lewis
  - Miglior voce fuoricampo a Ian Holm
  - Candidatura per la miglior voce fuoricampo a Janeane Garofalo
  - Candidatura per la miglior voce fuoricampo a Patton Oswalt
  - Candidatura per la miglior sceneggiatura originale a Brad Bird, Jan Pinkava e Jim Capobianco
  - Candidatura per la miglior colonna sonora originale a Michael Giacchino
  - Candidatura per la miglior canzone originale (Le Festin) a Michael Giacchino e Camille
  - Candidatura per il miglior montaggio negli effetti sonori a Randy Thom e Michael Silvers
  - Candidatura per la miglior sequenza dei titoli
- 2008 - Online Film Critics Society Award
  - Miglior film d'animazione
  - Candidatura per la miglior sceneggiatura originale a Brad Bird
- 2008 - PGA Award
  - Miglior produttore a Brad Lewis
- 2007 - St. Louis Film Critics Association Award
  - Miglior film d'animazione o per bambini
- 2008 - Tokyo Anime Award
  - International Theater Award a Brad Bird
- 2007 - Toronto Film Critics Association Award
  - Miglior film d'animazione
- 2007 - Utah Film Critics Association Award
  - Miglior film d'animazione
- 2007 - Village Voice Film Poll
  - Candidatura per il miglior film a Brad Bird
- 2007 - Washington DC Area Film Critics Association Awards
  - Miglior film d'animazione
- 2007 - World Soundtrack Award
  - Candidatura per la miglior canzone originale (Le Festin) a Michael Giacchino e Camille

## Altri media
Dal film è stato ricavato un cortometraggio intitolato Il tuo amico topo. Lo si può trovare tra i contenuti extra del DVD del film. Come si apprende dalle parole di Rémy ed Émile in questo corto, i protagonisti di Ratatouille sono ratti norvegesi.

### Videogiochi
Dal film è stato tratto anche un omonimo videogioco uscito nel 2007.
Rémy appare nel videogioco di ruolo del 2019 Kingdom Hearts III (sviluppato da Square Enix). In questo gioco viene chiamato il Piccolo Chef (il soprannome datogli da Linguini).

## Sequel
Un sequel è in fase di lavorazione.